# 高槻電車区

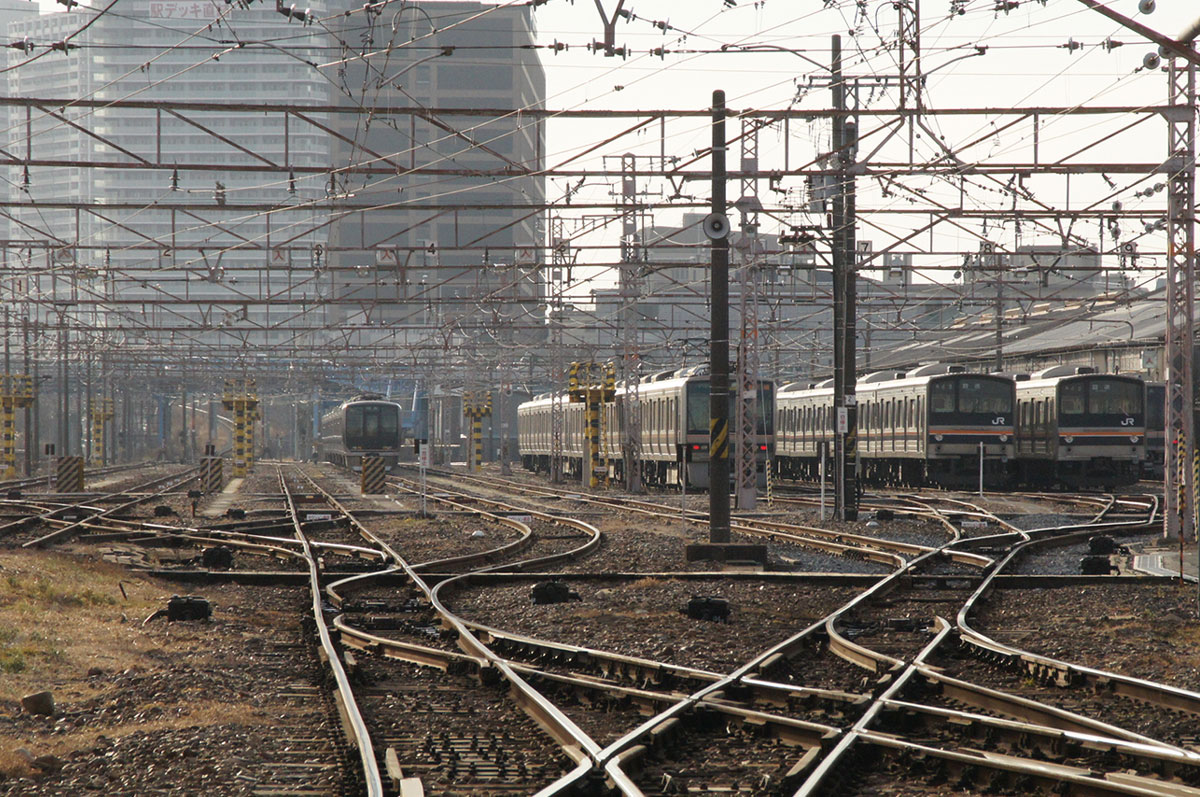
網干総合車両所高槻派出所となった旧高槻電車区構内

高槻電車区（たかつきでんしゃく）とは、かつて大阪府高槻市にあった西日本旅客鉄道（JR西日本）の乗務員区所および車両基地である。

## 概要
1956年秋に予定されている東海道本線の電化により宮原電車区が手狭になることと、将来の電車増発に備えて建設された車両基地である。京阪神地区の東海道本線・山陽本線の普通（京阪神緩行線）で使用されている列車の車両基地として、高槻駅の北東に位置していた。高槻電車区は1956年に開設され、一時は廃止されたものの、1994年から2002年までは運転士が所属する乗務員区所として高槻電車区の名が残っていた。
車両基地としての機能は、1993年から吹田工場高槻派出所となった後、2012年6月からは網干総合車両所高槻派出所となり、電留線のみが残っている。

## 配置車両に表記されていた略号
所属組織の略号と、高槻の電報略号である「タツ」から構成されており、国鉄時代は大タツ（「大」は大阪鉄道管理局の意味）であった。吹田工場高槻派出になってからは京スタ（京都支社を意味する「京」と、吹田を意味する「ス」・高槻派出所を意味する「タ」を合わせたもの）を名乗っていた。

## 過去の配置車両
京阪神緩行線で使用されていた車両が中心に配置されていたが、日本国有鉄道（国鉄）最末期に配置車両は当時の明石電車区（現在の網干総合車両所）に移された。
- 40系
- 51系
- 72系
- 80系
- 103系
- 113系
- 201系
- クモハ12形
- クモヤ90形
- 207系

## 歴史
- 1953年（昭和28年）12月：高槻電車区の建設工事に着手。
- 1956年（昭和31年）3月1日：高槻電車区が発足。
- 1966年（昭和41年）9月1日：高槻電車区野洲派出所が発足。
- 1970年（昭和45年）3月1日：野洲派出所が野洲電車区（現在の網干総合車両所野洲派出所）として分離。
- 1982年（昭和57年）：201系の7両固定編成10本が新製配置された。
- 1986年（昭和61年）：11月1日：京都電車区高槻派出所になり、高槻電車区が廃止[1]。京都派出所は京都電車区に、吹田派出所は宮原電車区吹田派出所に、今津派出所は京都電車区近江今津派出所になる[2]。
- 1987年（昭和62年）4月1日：国鉄分割民営化で西日本旅客鉄道の施設になる。
- 1994年（平成6年）9月4日：乗務員が所属する組織として、高槻電車区が復活[3]。
- 2002年（平成14年）3月23日：高槻電車区が廃止[4]。

## 運転士乗務範囲
- 北陸本線（琵琶湖線の一部）：米原駅 - 長浜駅間
- 東海道本線・山陽本線（琵琶湖線・JR京都線・JR神戸線）：米原駅 - 網干駅間